# Mayo Tsanaga
Mayo Tsanaga är ett vattendrag i Kamerun.   Det ligger i regionen Nordligaste regionen, i den norra delen av landet, 800 km norr om huvudstaden Yaoundé. Arean är 4 393 kvadratkilometer.